# أمير كردي
أمير فهد صادق الكردي، هو لاعب كرة قدم من مواليد 11 سبتمبر 1991 مواليد المملكة العربية السعودية ويحمل الجنسية السعودية واليونانية في مركز الظهير الأيمن.
وينتسب اللاعب المولود في الرياض لأب سعودي وأم يونانية حيث نشأ وترعرع في بلده الأصلي قبل أن يغادر في سن السابعة مع والدته إلى اليونان ومن ثم الانخراط في فئة الشباب بنادي بانيونيوس عام 2009 و انتقل إلى لعب في النادي الأهلي في عام 2014 و عاد إلى نادي بانيونيوس في عام 2018 و انتقل إلى نادي الهلال في عام 2019 و وقع مع نادي الوحدة في صيف 2022 و وقع مع نادي الرياض في صيف 2023.

## روابط خارجية
- أمير كردي على موقع إي إس بي إن إف سي (الإنجليزية)
- أمير كردي على موقع قاعدة بيانات كرة القدم.إي يو (الإنجليزية)
- أمير كردي على موقع Soccerbase.com (لاعب) (الإنجليزية)
- أمير كردي على موقع Soccerway.com (الإنجليزية)
- أمير كردي على موقع عالم كرة القدم.نت (الإنجليزية)